# Thelairosoma hybridum
Thelairosoma hybridum là một loài ruồi trong họ Tachinidae.